# Лунная гора
«Лунная гора» (бенг. চাঁদের পাহাড় (চলচ্চিত্র), англ. Moon Mountain) — индийский приключенческий фильм на бенгальском языке режиссёра Камалешвар Мукерджи, снятый по одноимённому роману Бибхутибхушона Бондопаддхая. Фильм был самым кассовым фильмом в истории бенгальского кинематографа, пока его не обошёл его сиквел «Экспедиция в Амазонку».

## Сюжет
Фильм рассказывает о приключениях молодого бенгальца в Африке в 1909—1910 годах. 20-летний Шанкар Рой Чоудхури, который недавно завершил обучение в колледже «First Arts» и собирается заняться работой в джутовой мельнице, но перспективу этой работы он абсолютно не видит.
Шанкар жаждет приключений, диких земель, лесов и животных. Он хочет следовать по стопам знаменитых исследователей, таких как Ливингстон, Парк Мунго, Марко Поло и всех других, кого он читал и боготворил.
Путём удачи Шанкар устраивается на работу в качестве начальника на пустынной станции в Угандийской железной дороге при помощи одного жителя деревни, который работает там. Затем не раздумывая герой фильма отправляется в Африку. В один вечер Шанкар решает преследовать льва-людоеда, и, к счастью, ему удаётся достичь своей каюты, заперев дверь на замок. На следующий день он просит начальника станции предоставить ему винтовку с болтовым приводом Спрингфилда и карболическую кислоту. Это происходит за день до того, как он столкнётся с другой опасностью в Африке: встречи с ядовитой змеёй чёрная мамба. Но у Шанкара получается отвлечь её своим факелом. На следующий день герой фильма берёт винтовку и кислоту у другого человека — индейца Тирумала Аппы, который служит британской армии.
Они быстро находят раппорт, и Тирумал часто посещает его. Однажды он стал жертвой того же льва-людоеда. Это раздражает Шанкара, и он решает положить конец этой опасности. Он позирует как приманка, наливая кровь себе и разбрасывает куски мяса. Он искушает льва из своей пещеры и, в конце концов, ударяет его.
Он спасает и ухаживает за португальским исследователем и золотоискателем Диего Альваресом. Встреча с ним глубоко влияет на него. Алаварес рассказывает ему о своих подвигах и приключениях, как он и его компаньон Джим Картер сражались в глубоких джунглях и горах Рихтерсвельда, чтобы найти самую крупную алмазную шахту. Тем не менее, они были сорваны легендарным Буньипом, мифическим монстром, который охраняет шахты и убивает Картера.
Шанкар отдает свою работу и сопровождает Альвареса, когда он решает снова отправиться в путь и снова найти шахты. Они встречаются с бесчисленными трудностями. Первый — бушующий вулкан, который заставляет их прекратить их экспедицию. Однажды ночью их атаковал монстр Буньип. В конце концов они теряются в лесах, где Альварес убит монстром, спасая жизнь Шанкара. Опустошенный Шанкар скорбит о смерти Альвареса. Он похоронит его со всеми обрядами и отправляется в сторону лунной горы.
Шанкар стремится достичь цивилизации. Он случайно обнаруживает алмазные шахты. Он входит в пещеру и заблуждается. С большим трудом он выходит, отмечая свой путь «галькой» и забирая обратно с собой в память, не зная, что каждый из них — необрезанный бриллиант. Он находит останки итальянского исследователя Аттилио Гатти и узнает, что найденная ранее пещера была алмазной шахтой. Гатти, как учится Шанкар из записки, имел в своих сапогах необрезанные бриллианты. В записке говорилось, что тот, кто читает записку, может взять бриллианты, пока он зарывает свой скелет с христианскими обрядами. Шанкар делает это и держит старые алмазы.
Проезжая джунгли, он вступает в контакт с пещерой Буньипа. Заполненный мести, он разрабатывает план, чтобы избавиться от него. Шанкар собирает палочки из джунглей и заостряет кончики в копьях. Он заботится о входе с заостренным деревом и ждет Буньипа. Буньип появляется и, видя свою добычу, прыгает на него с высоты. Шанкар уходит, и Буньип пронзает по лесу и умирает.
Шанкар пытается уйти, следуя компасу. Он теряется в пустынях Калахари и почти умирает от жажды. К счастью, он был спасен группой исследователей и доставлен в больницу в Солсбери, Родезия. Когда он восстанавливается, он продает четыре своих алмаза и получает много денег. Один бриллиант он посылает своим родителям с запиской, чтобы продать его и помочь жителям деревни своими деньгами. Затем он продает свой единственный бриллиант и покупает пароход для продолжения своего исследования.
Фильм заканчивается тем, говоря, что однажды он вернется в эту пещеру с большой командой и продолжит наследие Альвареса, Картера и Гатти.

## В ролях
- Дэв — Шанкар Рой Чоудхари
- Жерар Рудольф — Диего Альварес, коллега Шанкара, исследователь
- Мартин Сито Отто — Джим Картер, золотоискатель
- Набиль Хан — Тирумал Аппа
- Пол Дитчфилд — Джекобус Мариус
- Эндрю Сток — Аттилио Гатти, итальянский исследователь
- Лабони Саркар — мать Шанкара
- Тамал Рой Чоудхари — отец Шанкара
- Дэвид Джеймс — Albuquerque
- Питер Моруакгомо — вождь племени зулу
- Мэтью Моника — король племени зулу
- Рафик Джибхай — Пател
- Кит Гендагу — Прасад Дас
- Лутхули Дламини — Дэн Мабиру
- Рамамбила Муладело — глава племени масаи

## Производство
Режиссёр Камалешвар Мукерджи назвал приключенческий роман «Лунная гора» проектом своей мечты. Но он также сравнил проект с «обоюдоострым мечом», оценив его сложность во время поиска подходящих мест для съёмки в Южной Африке. Когда компания Shree Venkatesh Films согласилась продюсировать фильм, они хотели звезду местного масштаба в главной роли. В начале упоминались имена Дэва и Парамбраты Чаттерджи. Однако позже Камалешвар Мукерджи сказал, что с самого начала единственным выбором режиссёра и Shree Venkatesh Films был Дэв, поскольку герою нужно было атлетическое тело, чтобы вписаться в роль Шанкара, который, как упоминалось в книге, был боксёром, а также занимался верховой ездой и плаванием. Дэв же учился верховой езде, и он хорош в боевых сценах. После того как Дев согласился на роль, его попросили скинуть вес, поскольку во второй части фильма герой долго блуждает по джунглям и горам и почти голодает.
Большая часть актёрского состава была из Южной Африки. Потребовалось много времени, чтобы решить, кто будет играть роль Диего Альвареса, исследователя из Португалии, в итоге выбрали Жерара Рудольфа.
Стоимость производства фильма составила 10 крор (100 млн рупий), что сделало фильм самым дорогим в истории кинематографа на бенгальском языке в Индии.
Перед началом съёмок, 31 марта 2013 года, режиссёр устроил вечеринку в Калькутте. Фильм снимали за 45 дней. Это также первый индийский фильм, который был целиком снят в Южной Африке (до этого в Южной Африке снимали исключительно песни к некоторым фильмам и некоторые сцены).
На съёмках были задействованы шесть африканских львов. Хотя много сцен было связано с рисками, съёмочная группа очень ответственно относилась к каждой. Сцена погони была снята на животной ферме в течение трёх дней. Во время этой сцены режиссёр и оператор оставались в открытой клетке с закрытыми тремя сторонами. Расстояние между Дэвом и львами контролировалось дрессировщиком. Дэв начинал бежать, когда режиссёр говорил «Мотор», а шесть львов преследовали его. Затем он забегал в клетку, которая тут же закрывалась. По словам режиссёра, поскольку львы очень ленивы и даже не встают в течение четырёх дней после еды, они не кормили их в течение трёх дней.
Также была снята сцена с настоящей чёрной мамбой. По словам местных, в 80 % из всех съёмок с участием этой змеи, она кусала по крайней мере одного члена съёмочной группы. Дополнительным фактором опасности был то, что яд чёрной мамбы высоко токсичен и быстро действует. Режиссёр добавил, что самому большому риску подвергнулся оператор Сумик Халдар. Позднее выяснилось, что для предотвращения риска над змеей и камерой размечался стеклянный лист, который падал в случае нападения змеи.

## Саундтрек
В этом фильме звучит только одноимённая песня в исполнении Арджита Сингха. Этот фильм является одним из немногих индийских фильмов, в котором звучит только одна песня.

## Продолжение
В 2017 году вышло продолжение «Экспедиция в Амазонку», в сюжете которого Шанкар отправляется искать Эльдорадо. Фильм повторил кассовый успех первого фильма и стал самым кассовым в истории бенгальского кинематографа.